# Rajeev Ram Foundation Indy Challenger
Il Rajeev Ram Foundation Indy Challenger è stato un torneo professionistico di tennis maschile che faceva parte del circuito Challenger. È stato organizzato dalla fondazione di Rajeev Ram, tennista statunitense di origini indiane. Si è giocato nel solo 2022 sui campi indoor in cemento del Pearson Automotive Tennis Club a Zionsville, sobborgo di Indianapolis, negli Stati Uniti. L'evento faceva parte anche dello USTA Pro Circuit, il circuito professionistico organizzato dalla Federazione Tennis degli Stati Uniti.

## Albo d'oro

### Singolare
| Anno | Campione  | Finalista            | Punteggio             |
| ---- | --------- | -------------------- | --------------------- |
| 2022 | Wu Yibing | Aleksandar Kovacevic | 6(10)–7, 7–6(13), 6–3 |

### Doppio
| Anno | Campioni                       | Finalisti               | Punteggio           |
| ---- | ------------------------------ | ----------------------- | ------------------- |
| 2022 | Hans Hach Verdugo Hunter Reese | Purav Raja Divij Sharan | 7–6(3), 3–6, [10–7] |